# Pasúr
Pasúr (Persky: پاسور, hláskujeme: pasur) je karetní hra perského původu. Bývala ve 20. století často hrána v Íránu (a dokládá smysl Íránců pro matematiku, kombinování a taktiku); hraje se podobně jako italská hra Cassino a ještě více podobně jako egyptská hra Bastra. Pasúr je také známý pod jmény Čahar Barg (4 karty), Haft Khâj (sedm křížů), nebo Haft Va Čahar, Jâzdah (7 + 4 = 11); význam spočívá v tom, že hráči chtějí vyhrát 7 křížů ve hře se 4 kartami v ruce, kde 11 je výherní číslo).[zdroj?]

## Příprava a cíl
Jeden standardní balíček 52 karet a 2, 3 nebo 4 hráči, kteří se střídají v roli bankéře. Cílem hry je získat co nejvíce bodů, a to díky získání některých (cenných) karet.

## Obchodování
Rozdáme čtyři karty lícem dolů pro každého hráče a čtyři položené lícem nahoru na stolek utvoří bank (též bazén nebo rybník), ve středu stolku. Pokud je jednou z karet v balíku kluk (Jack), je vložena na náhodné místo zpět do balíčku a je nahrazena novou kartou, a je-li to opět kluk, nebo pokud je více kluků v banku, rozdají se karty do banku znovu.

## Hra
Začíná hráč vlevo od bankéře, hráči se během hry zbavují karet v ruce, dokud všechny neleží na stole – buď v banku (lícem nahoru) nebo (úspěšně zobchodované) ve štyších (lícem dolů). Bankéř pak znovu rozdává čtyři karty každému hráči (ale ne do banku) a hra pokračuje, dokud je balíček vyčerpán. Hráč hraje vždy jen jednou kartou, a to dvěma způsoby:
1. buď přidáním karty do banku (lícem nahoru), pokud mu žádný obchod nevychází,
2. nebo pomocí této karty provede obchod a vyzvedne si jednu nebo více karet z banku (a celý štych si položí stranou)

Hráč nesmí přidat kartu do banku, pokud pomocí této karty je schopen udělat obchod (štych) a vyzvednout jednu nebo více karet z banku. Hráč si musí vyzvednout tyto karty nebo hrát jinou kartou.

## Vítězné karty (karetní kombinace)
Karty lze vyzvednout následovně.
1. Hodnota karty umožňuje vyzvednout jednu nebo více karet, se kterými společně tvoří součet jedenáct.
        
Příklad: Bazén obsahuje eso (které zde má hodnotu 1), 2, 2, 4 a 10 v různých barvách. Hráč může pomocí své desítky sebrat eso; devítkou si vyzvedne jednu z obou dvojek; osmičkou odebere eso a jednu z obou dvojek; sedmičkou bere čtyřku nebo obě dvojky; šestkou vyzvedne eso a buď čtyřku, nebo obě dvojky; pětkou vyzvedne čtyřku a jednu z obou dvojek; čtyřkou sebere čtyřku, eso a jednu z obou dvojek; trojkou vyzvedne čtyřku a obě dvojky; dvojkou vyzvedne čtyřkou obě dvojky a eso; esem pak může shrábnout desítku.
2. Král vyzvedne jednoho krále, královna jednu královnu.
3. Kluk zvedne všechny kluky a čísla na stole (včetně es), ale ne krále a královny.
4. Pokud hráč svou poslední kartou v posledním kole zvedne poslední obchodovatelnou kartu, všechny patří mu i všechny zbývající karty v banku.

## Bodování (výpočet skóre)
Hráč si vyzvednuté karty (dohromady s kartou vyzvedávací), tedy celý štych, odkládá lícem dolů bokem „na svou kupku“ na kraji stolku. Cílem hry je nasbírat co nejvíce bodů, které jsou sečítány po posledním kole (po ukončení obchodování), když je balíček vyčerpán a hráči už v na ruce nemají žádné karty. Bodování se podle lokality mírně liší, ale obecně je následující:
Většina křížů: 7 bodů (při dvou hráčích je většina křížů právě 7)
Desítka kárová: 3 body 
Dvojka křížová: 2 body
Každé eso: 1 bod
Každý kluk: 1 bod
Každý súr: 5 bodů
Takže je možné dosáhnout celkem 20 možných bodů v každém kole + libovolný počet příplatků (po 5 bodech) za každý súr (viz níže), který je získán. Pokud (při třech nebo čtyřech hráčích) nikdo nezíská většinu křížů, bude celkový součet bodů činit jen 13.

## Súr
Súr (prémii) hráč získá, když vyzvedne všechny zbývající karty v banku (vybílí bank). Existují některé výjimky:
1. Pokud jsou karty z banku vybrány pomocí kluka
2. Pokud v banku leží král nebo královna
3. Pomocí súru nelze skórovat v posledním kole hry (v některých lokalitách)

Hráč usnadňuje přezkum počtu získaných súrů tak, že jednu kartu z takového úspěšného štychu položí do své hromádky lícem nahoru, případně ji ještě povytáhne,

## Ukončení hry
Jednotlivá hra končí vyčerpáním balíčku a položením všech karet, které měli hráči na ruce.
Hru je možné opakovat tak dlouho, dokud někdo nedosáhne 62 a více bodů. Hru je ale možné hrát i netradičně na tři vítězné nebo ji limitovat časově.